# Ingeborg-Drewitz-Preis
Der Ingeborg-Drewitz-Preis ist ein 1987 vom Landesverband Berlin der Humanistischen Union gestifteter Preis, der an die 1986 verstorbene Schriftstellerin Ingeborg Drewitz erinnert. Er wird in unregelmäßigen Abständen an Menschen und Einrichtungen verliehen, die sich in besonderer Weise für die Menschenwürde engagiert haben.

## Anliegen
Laut der Rede der Vorsitzenden des HU-Landesverbands Berlin von 1987, Anna Elmiger, geht es darum, „... auf Kraft, Mut, Ausdauer und lästige Hartnäckigkeit im Widerstand gegen Ungerechtigkeit und Herrschaft hinzuweisen. Wir wollen uns bei einer Person bedanken, die ohne viel Aufhebens davon zu machen, gegen das Unrecht in dieser Stadt anrennt und noch keinen Preis hat (...). Die oft dunkle Wirklichkeit, die wir entweder selbst erleben oder in jeder Tageszeitung aufs Neue beschrieben finden, wird einen Augenblick lang heller, wenn wir davon hören, dass es immer noch Menschen gibt, die Partei ergreifen für die, die aus persönlichen oder politischen Gründen in Not und Verzweiflung geraten sind.“

## Preisträger
- 1987: Alisa Fuss für ihre Flüchtlingsarbeit in der Internationalen Liga für Menschenrechte
- 1989: Bernd Potrick für seinen Einsatz für einen von Abschiebung bedrohten Mithäftling
- 1992: Ute Scheub für ihre engagierte journalistische Arbeit[1]
- 1994: Helga Engel für ihre ehrenamtliche Arbeit mit Strafgefangenen
- 1997: Erna Gollmer für ihre Musikstunden im Frauengefängnis
- 2001: Joachim Ritzkowsky, Pfarrer der Heilig-Kreuz-Kirche (Berlin-Kreuzberg), für seine Obdachlosenarbeit
- 2004: Weglaufhaus Villa Stöckle für das Engagement für die Selbstbestimmung von Psychiatrie-Betroffenen[2]
- 2010: Claudia Dantschke für eine rationale Diskussion über den Islam und den Islamismus und ihr Engagement für eine demokratische Kultur[3]